# Misanthropic Division

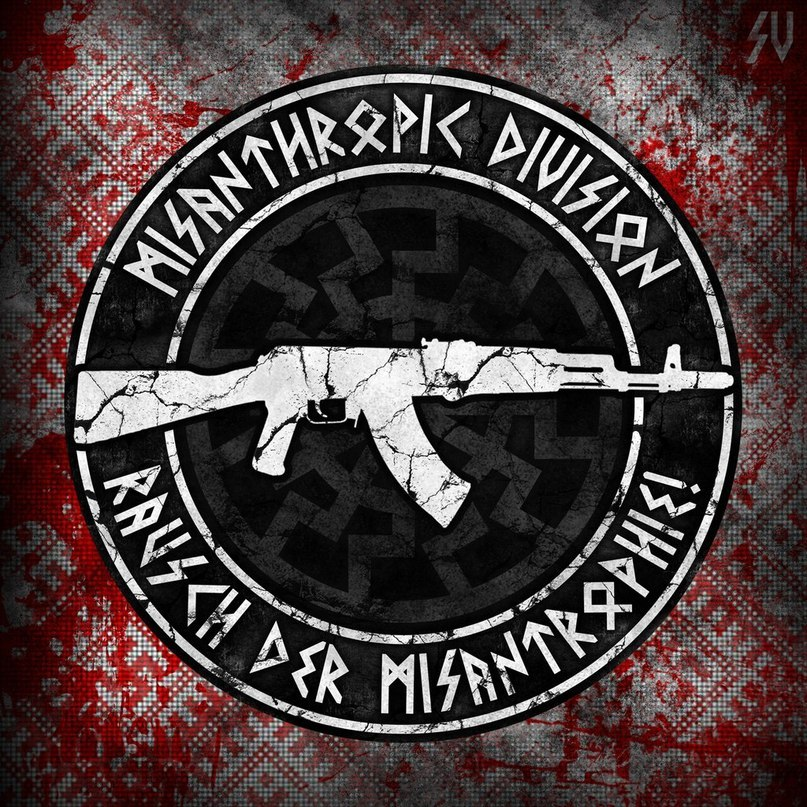
Logo der Misanthropic Division: Ein Sturmgewehr Kalaschnikow vor einer Schwarzen Sonne

Fahne der Misanthropic Division mit Truppenabzeichen der SS-Division Totenkopf. Zwischen den Totenköpfen die Losung „Töten für Wotan“ in deutsch

Die Misanthropic Division (deutsch: Menschenhassende Einheit, Motto: Töten für Wotan) ist ein zwischen 2013 und 2014 in der Ukraine entstandenes rechtsextremes und neonazistisches internationales (hauptsächlich russisch-ukrainisches) virtuelles Neonazi-Netzwerk. Ziel sei die Unabhängigkeit der Ukraine – sowohl von Russland als auch von der Europäischen Union – mit dem Ziel der Errichtung eines nationalsozialistischen Staates. Es herrsche ein „kruder Todes- und Kriegskult“ ähnlich ihrer Schwesterorganisation in Russland, der »Wotan-Jugend« Der Name wird von verschiedenen Gruppen und Einzelpersonen verwendet, die Gruppen sind dezentral organisiert, wobei weder fixe Strukturen noch andauernde Führerfiguren existieren.
Es bestehen Kontakte zum Regiment Asow, MD wurde auch als Sektion von Asow bezeichnet und nach der Zeitung Kurier rekrutierte sich die Kommandantenebene des Regiments Asow im Jahr 2014 durchweg aus Mitgliedern der rechtsextremen Sozial-Nationalen Versammlung und der „Skinheadgruppe“ Misanthropic Division. Die Zahl der Kämpfer wurde auf ein Dutzend geschätzt, laut Eigenangabe hätten es 50 sein sollen. Für das Regiment Asow warb die Misanthropic Division Kämpfer an. Ihre Mitglieder gelten als rassistisch und gewaltbereit. Sie verherrlichen unter anderem den historischen Nationalsozialismus und die Waffen-SS, zudem verbreiten sie terroristische Propaganda. Das Netzwerk umfasst Europa, USA, Kanada, Südamerika und Australien.

## Geschichte
Die Gruppe etablierte 2013 einen Ableger in der Ukraine, dabei beteiligt waren Michhail Oreschnikow, der in Russland in Maxim Martsinkewitschs (Spitzname „Tesak“) Restrukt aktiv war, sowie Dmitri Pawlow aus Belarus.
Im Asow-Bataillon hatte es die Idee gegeben, für die russischen Kämpfer ein eigenes Korps zu bilden. Bis es so weit wäre, bildeten die Russen eine informelle Gruppe unter dem Namen Misanthropic Division.
Laut dem Politikwissenschaftler Ivan Katchanovski hätten ukrainische rechtsextreme Gruppen wie der Rechte Sektor, die Sozial-Nationale Versammlung und die Misanthropic Division auf ihren Websites und in sozialen Medien in verschiedenen Formen angegeben, dass ihre Organisationen und Mitglieder an den Ausschreitungen in Odessa am 2. Mai 2014 beteiligt gewesen wären. Der Politikwissenschaftler Taras Kuzio widersprach zuvor einer Einschätzung der Ereignisse durch Katchanovski.
Auf der Internetpräsenz der Misanthropic Division auf der russischen Social-Media-Seite vk.com wurde im Juni 2014 ein Gedicht des in Russland wegen Mordes zu lebenslanger Haft verurteilten Rechtsterroristen Aleksej Wojewodin mit dem Aufruf veröffentlicht, dem Beispiel des norwegischen Rechtsterroristen und Massenmörders Anders Breivik zu folgen und auf einer Augenhöhe mit Dmitrij Borowikow zu sein. Borowikow war ein Komplize Wojewodins, welcher auf der Flucht vor der russischen Polizei erschossen wurde. Der Beitrag wurde von hunderten mit „Gefällt mir“ markiert und geteilt.
Die Misanthropic Division hatte die Verantwortung für eine Attacke auf LGBTQI-Aktivisten in Lwiw im März 2018 für sich in Anspruch genommen.
In der Nacht auf den 24. Juni 2018 verübte eine Gruppe junger Männer zwischen 16 und 18 Jahre einen Anschlag auf eine Roma-Siedlung in Lemberg. Die mutmaßlichen Täter gaben an, Mitglieder einer neu gegründeten rechtsextremen Gruppe namens „Nüchterne und wütende Jugend“ zu sein, die Berichten zufolge neben dem eigenen Symbol (Baseballschläger und -Maske) Symbole der Misanthropic Division verwendete. Bei dem Angriff wurde ein Mann erstochen und drei weitere Roma verletzt, darunter ein 10-jähriger Junge. Die Misanthropic Division selbst wies lokale Medienberichte über eine direkte Beteiligung ihrer Mitglieder an den Angriffen zurück.
Der Instant-Messaging-Dienst Telegram entfernte im Sommer 2019 mehrere mit der Organisation verbundene Kanäle von seiner Plattform. Während der COVID-19-Pandemie im Jahr 2020 veröffentlichte die Misanthropic Division auf ihrer Internetpräsenz ein Video, das eine angebliche Beschwörung des Coronavirus von Rabbinern mit dem Ziel, Nichtjuden anzugreifen, zeigt.

## Ideologie
So wie andere rechtsextreme Organisationen, etwa die Atomwaffen Division oder der Rechte Sektor, vertritt die Misanthropic Division gemeinsam mit dem Regiment Asow eine weiße „indigene“ Identität. Diese wird in der rechtsextremen Szene, so wie auch Naturverbundenheit, des Öfteren als völkisches, antizivilisatorisches „Rewilding“ interpretiert. Den ideologischen Prinzipien der Organisation liegen nationalsozialistische Ideen von rassischer, nationaler und ethnischer Vorherrschaft zu Grunde. Hinzu kommen misanthropische Positionen. Grundpfeiler ihrer Ideologie ist der Gedanke der Überlegenheit der weißen Rasse. Von diesem ausgehend vertritt die Misanthropic Division die Vorstellung, dass sich slawische und europäische Nationen miteinander vereinen sollten, um andere Rassen und Nationen, etwa Juden und Afroamerikaner, zu bekämpfen. Die Gruppe ruft zur offenen Konfrontation mit „Ausländern“ auf und nutzt zur Rekrutierung neuer Mitglieder unter anderem soziale Netzwerke. Für ihre Mitglieder propagiert die Misanthropic Division drei Grundregeln:

„Wo auch immer ihr seid, habt eine Waffe bei euch. Verbergt eure eigenen Gesichter. Bleibt und handelt stets in einer Gruppe.“

Der Waffenkult ist ein fundamentaler ideologischer Bestandteil der Organisation. Sie proklamiert die Autonomie und Gleichheit ihrer Mitglieder sowie das Ideal der Bruderschaft und gegenseitige Hilfe auch im Fall von Ermittlungen und Haftstrafen. Gleichzeitig werden alle, welche nicht die Ideologie der White Supremacy teilen, als Feinde angesehen. Einen wichtigen Teil in der Arbeit der Gruppe nimmt die Verbreitung von anti-russischer Propaganda ein. Diese wird in Form von zahlreichen Publikationen über Probleme in der russischen Gesellschaft wie Armut, Korruption, Alkoholismus und Machtmissbrauch veröffentlicht. Das Endziel der Misanthropic Division beruht auf einer nationalsozialistischen Interpretation des Übermenschen von Friedrich Nietzsche. Als religiöse Komponenten propagiert die Organisation heidnische Konzepte und lehnt jegliche „modernen“ Konfessionen ab. Im European Journal of Science and Theology wird die Misanthropic Division als destruktive neuheidnische Gruppe bezeichnet, welche bei ihren Mitgliedern den Gedanken der Zulässigkeit terroristischer Handlungen herausbildet.

## Struktur
Die Misanthropic Division arbeitet mit der in Russland gegründeten neonazistischen Organisation „Wotan-Jugend“ zusammen. Diese ist auch in der Ukraine und Tschechien aktiv und unterstützte im Ukraine-Konflikt die anti-russische Seite. Im Laufe der Zusammenarbeit der zwei Gruppen kam es jedoch zu Problemen aufgrund des ukrainischen anti-russischen Chauvinismus.
Nach Recherchen des Magazins Belltower.News rekrutiert die Misanthropic Division Mitglieder aus der internationalen National-Socialist-Black-Metal-Szene. Als Verbindungspersonen gelten der wegen Mordes verurteilte Neonazi Hendrik Möbus, Alexey Levkin, Sänger der Band M8l8th und Veranstalter des NSBM-Festivals Asgardsrei, sowie Famine, Sänger der französischen Black-Metal-Band Peste Noire. Weitere Verbindungen gebe es zur Identitären Bewegung sowie zu der rechtsextremen Partei Der III. Weg. Das Motto Rausch der Misanthropie geht auf ein Album der Band Branikald zurück, die wie M8l8th aus der russischen NSBM-Szene entstammt.
Im Dezember 2017 berichtete die Zeitung La Liberté, dass mindestens fünf Angehörige der Schweizer Armee, darunter zwei Feldweibel, Sympathisanten der Misanthropic Division Switzerland seien. Dabei handelt es sich um den Schweizer Ableger der Misanthropic Division. Ein Sprecher der Schweizer Armee erklärte daraufhin, dass mögliche Maßnahmen wie der Einzug der Waffe oder die vorübergehende Suspendierung der Betroffenen geprüft würden. Die Nationalrätin und Politikerin der Christlichdemokratischen Volkspartei, Ida Glanzmann-Hunkeler, forderte aufgrund des Vorfalls eine Stärkung der Fachstelle Extremismus in der Armee.
Die Misanthropic Division verfügt über einen Ableger im Vereinigten Königreich. Der Guardian schrieb im März 2018, dass die Misanthropic Division laut der britischen antirassistischen Organisation „Hope not Hate“ mit einer Reihe weit rechts stehender Organisationen in Großbritannien zusammenarbeite, darunter der verbotenen Terrororganisation „National Action“.

## Rezeption
Der Rechtswissenschaftler David Lowe merkte 2019 an, dass die Rekrutierung von Kämpfern für das Regiment Asow durch die Misanthropic Division von Mainstream-Medien und Politikern anscheinend übersehen wurde. Diese Entwicklung gebe wohl keinen kleineren Anlass zur Sorge als das Einreisen von Bürgern nach Syrien, um sich dem Islamischen Staat anzuschließen.